# Paul Körner (Politiker)

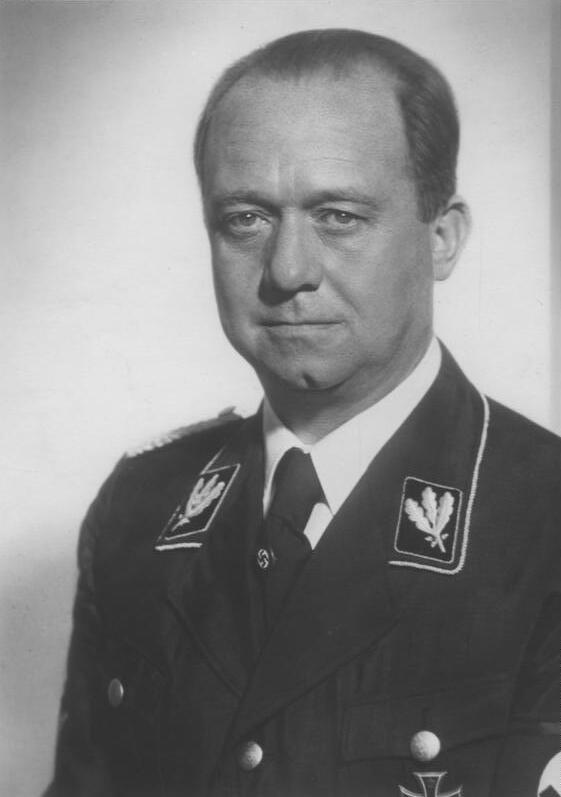
Paul Körner

Paul Körner, auch häufig Pilli Körner genannt, (* 2. Oktober 1893 in Pirna; † 29. November 1957 in Tegernsee) war ein deutscher Politiker (NSDAP), Mitglied des Reichstags und SS-Obergruppenführer. Körner wurde vor allem bekannt als „rechte Hand“ Hermann Görings, für den er als Staatssekretär die praktische Leitung des Preußischen Staatsministeriums und der Vierjahresplan-Behörde ausübte.

## Leben
Körner war der Sohn eines späteren Generalarztes. Er besuchte die Volksschule und das Realgymnasium in Zittau, welches er mit dem Abitur abschloss. Danach absolvierte er eine kaufmännische Lehre um in den Betrieb seiner Mutter einzutreten. Ab 1914 nahm er am Ersten Weltkrieg teil, in dem er zunächst mit dem Königlich-Sächsischen Feldartillerie-Regiment Nr. 28 an der Front kämpfte, bevor er ab 1917 im Generalstab tätig war. Ihm wurde das Eiserne Kreuz I. Klasse verliehen.
Nach seiner Rückkehr aus dem Krieg war Körner Mitglied im Freikorps Lützow und studierte Rechtswissenschaften. Danach war er kurzzeitig leitend in der Industrie tätig. Im Jahr 1926 traf er das erste Mal mit Hermann Göring zusammen, dem er im Krieg nicht begegnet war. Zum 1. Januar 1932 trat er, beeinflusst durch Göring und nachdem er Reden Adolf Hitlers und Joseph Goebbels gehört hatte, in die NSDAP ein (Mitgliedsnummer 714.328). Im Februar 1931 wurde er zudem Mitglied der SS (SS-Nummer 23.076), in der er bis 30. Januar 1942 zum SS-Obergruppenführer befördert wurde. In den folgenden knapp zwanzig Jahren zählte Körner, den seine Mutter liebevoll Pili (von Paul) genannt hatte, zu den engsten Mitarbeitern Görings. Mit Adolf Hitler, Göring und Wilhelm Frick nahm Körner an der Besprechung vom 22. Januar 1933 in der Villa des Sekthändlers Joachim von Ribbentrop teil. Hierbei einigten sich die NSDAP-Führung und die Vertreter des Reichspräsidenten Paul von Hindenburg auf die Bildung einer rechten Koalitionsregierung mit Hitler als Kanzler, die schließlich am 30. Januar anlässlich der nationalsozialistischen Machtübernahme offiziell gebildet wurde.
Nach der Bildung der Regierung Hitler am 30. Januar 1933 wurde Körner von Göring, der im Kabinett als preußischer Innenminister amtierte, als persönlicher Referent ins preußische Innenministerium berufen. Nachdem Göring preußischer Ministerpräsident geworden war, wurde Körner im April 1933 zum Staatssekretär des Preußischen Staatsministeriums ernannt und übernahm die routinemäßige Leitung der Ministergeschäfte, die Göring aufgrund der großen Fülle seiner Ämter selbst nicht im Einzelnen wahrnehmen konnte. Als Staatssekretär vertrat Körner auch die Interessen Preußens im Reichsrat bis zu dessen Auflösung Anfang 1934.
Von März bis November 1933 und von März 1936 bis Mai 1945 saß Körner als Abgeordneter der NSDAP im Reichstag, in dem er den Wahlkreis 2 (Berlin West) vertrat.
Im Oktober 1936 wurden Körners Kompetenzen um das Amt des Staatssekretärs in der, ebenfalls Göring unterstehenden, Vierjahresplan-Behörde ergänzt. In dieser Funktion war er maßgeblich daran beteiligt, die deutsche Wirtschaft „kriegsbereit“ zu machen. Körner war in die Planung der Hungerpolitik beim Unternehmen Barbarossa 1941 involviert. Am 2. Mai 1941, sieben Wochen vor dem deutschen Überfall auf die UdSSR, war er Teilnehmer einer Besprechung von Staatssekretären mit hohen Offizieren der Wehrmacht „über Barbarossa“, deren Protokoll ausführt, dass „der Krieg nur weiter zu führen (ist), wenn die gesamte Wehrmacht im 3. Kriegsjahr aus Russland ernährt wird. Hierbei werden zweifellos zig Millionen Menschen verhungern, wenn von uns das für uns Notwendige aus dem Lande herausgeholt wird.“ Nach dem Beginn des Russlandfeldzuges 1941 wurde Körner schließlich als ständiger Vertreter Görings mit der Leitung des Wirtschaftsführungsstabes Ost betraut.
In den 1930er und 1940er Jahren war Körner außerdem Vorsitzender des Aufsichtsrates der Reichswerke AG für Erzbergbau und Eisenhütten Hermann Göring, Aufsichtsratsmitglied der Lufthansa AG, Mitglied der Gesellschaft „Reichsautobahn“ und ständiges Mitglied der Reichsarbeitskammer sowie des Präsidialrates der Deutschen Forschungsgemeinschaft, der Deutschen Akademie der Luftforschung und des Verwaltungsrats der Deutschen Reichspost. Körner wurde in einen Sonderausschuss der Reemtsma Cigarettenfabriken berufen, in dem er jährlich 40.000 Reichsmark verdiente, ohne das dies mit einer echten Aktivität verbunden war. Das Geld wurde auf ein Sparkonto eingezahlt, auf dem sich im Januar 1945 300.000 Reichsmark angehäuft hatten.
Nach dem Krieg wurde Körner von den Alliierten verhaftet. Am 12. März 1946 sagte Körner im Nürnberger Prozess gegen die Hauptkriegsverbrecher als Zeuge aus. Im April 1949 wurde er im Wilhelmstraßen-Prozess zu einer fünfzehnjährigen Haftstrafe verurteilt. Sein Verteidiger war Justus Koch mit Gerhard Rauschenbach als Co-Verteidiger. Damit erhielt er von den sieben Staatssekretären unter den 21 Angeklagten das höchste Strafmaß. Körner wurde in vier Anklagepunkten für schuldig befunden: wegen des Verbrechens gegen den Frieden, der Plünderung, der Sklavenarbeit und seiner Mitgliedschaft in verbrecherischen Organisationen. Das Strafmaß wurde am 31. Januar 1951 durch den amerikanischen Hochkommissar John Jay McCloy auf zehn Jahre Gefängnis reduziert, ehe Körner noch am 16. Dezember 1951 infolge einer Amnestie-Entscheidung des amerikanischen Oberkommandierenden in Europa, General Thomas T. Handy, aus dem Kriegsverbrechergefängnis Landsberg entlassen wurde. Danach wurde Körner 1953 als Zeuge in einem Münchner Schwurgerichtsprozess im Zusammenhang mit der Röhm-Affäre vernommen, trat aber als Pensionär nicht mehr öffentlich in Erscheinung.